# マテキトンガ・モエアキオラ
マテキトンガ・モエアキオラ（Matekitonga Moeakiola、1978年5月16日 - ）は、アメリカ合衆国のラグビー選手。

## プロフィール
- トンガ・トンガタプ島出身。
- ポジションはプロップ(PR)。
- 身長 188cm、体重 124kg
- アメリカ代表キャップは32（2020年7月現在）でワールドカップ2007・2011・2015のアメリカ代表に選ばれた[1]。

## 略歴
SCアルビ、ACボビニー92、USONヌヴェールを経て、2014年、カスタネットに加入。  